# Balmoral (Granit)

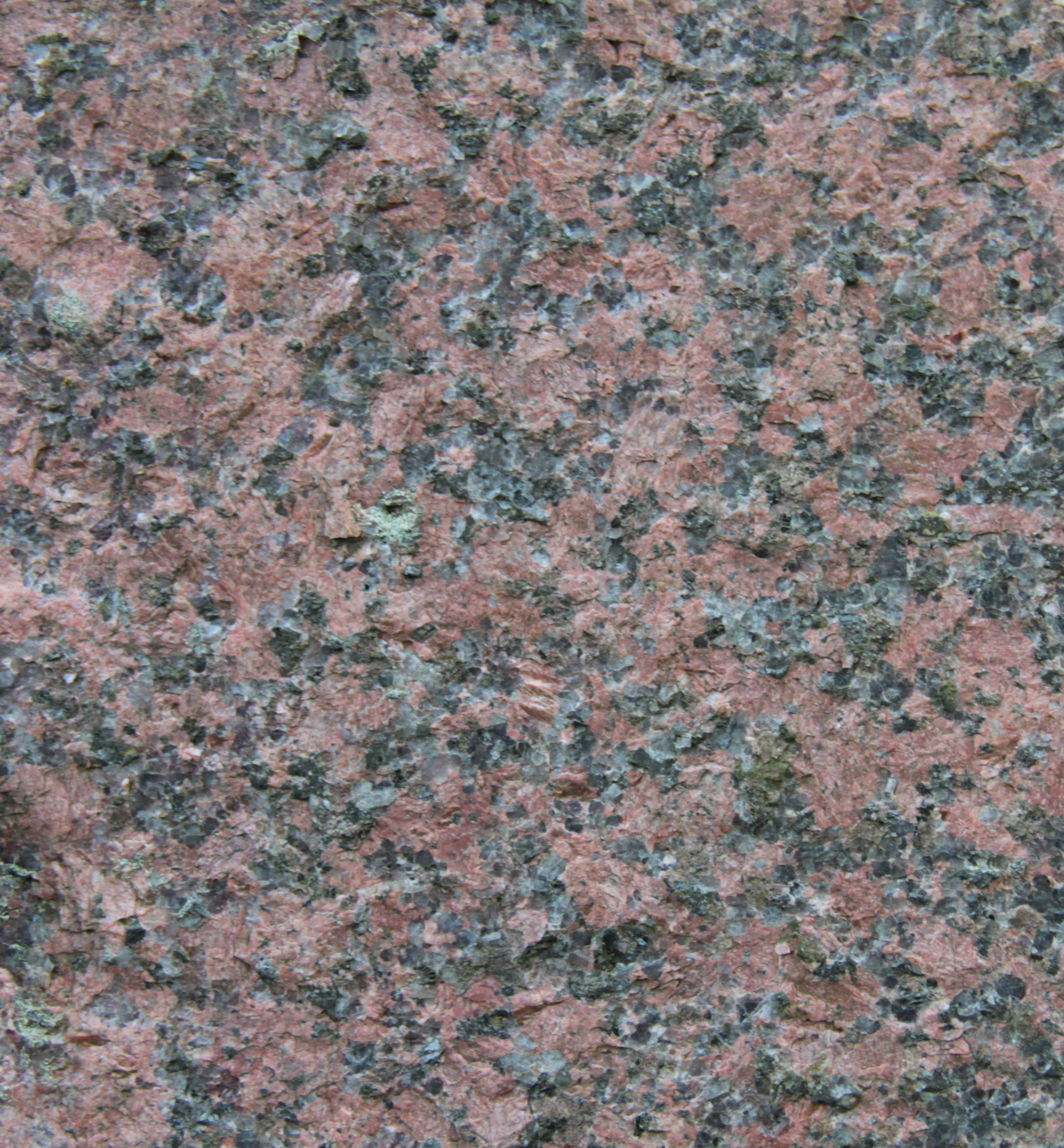
Balmoral-Grob, beflammte Oberfläche (Muster ca. 12 × 10 cm)

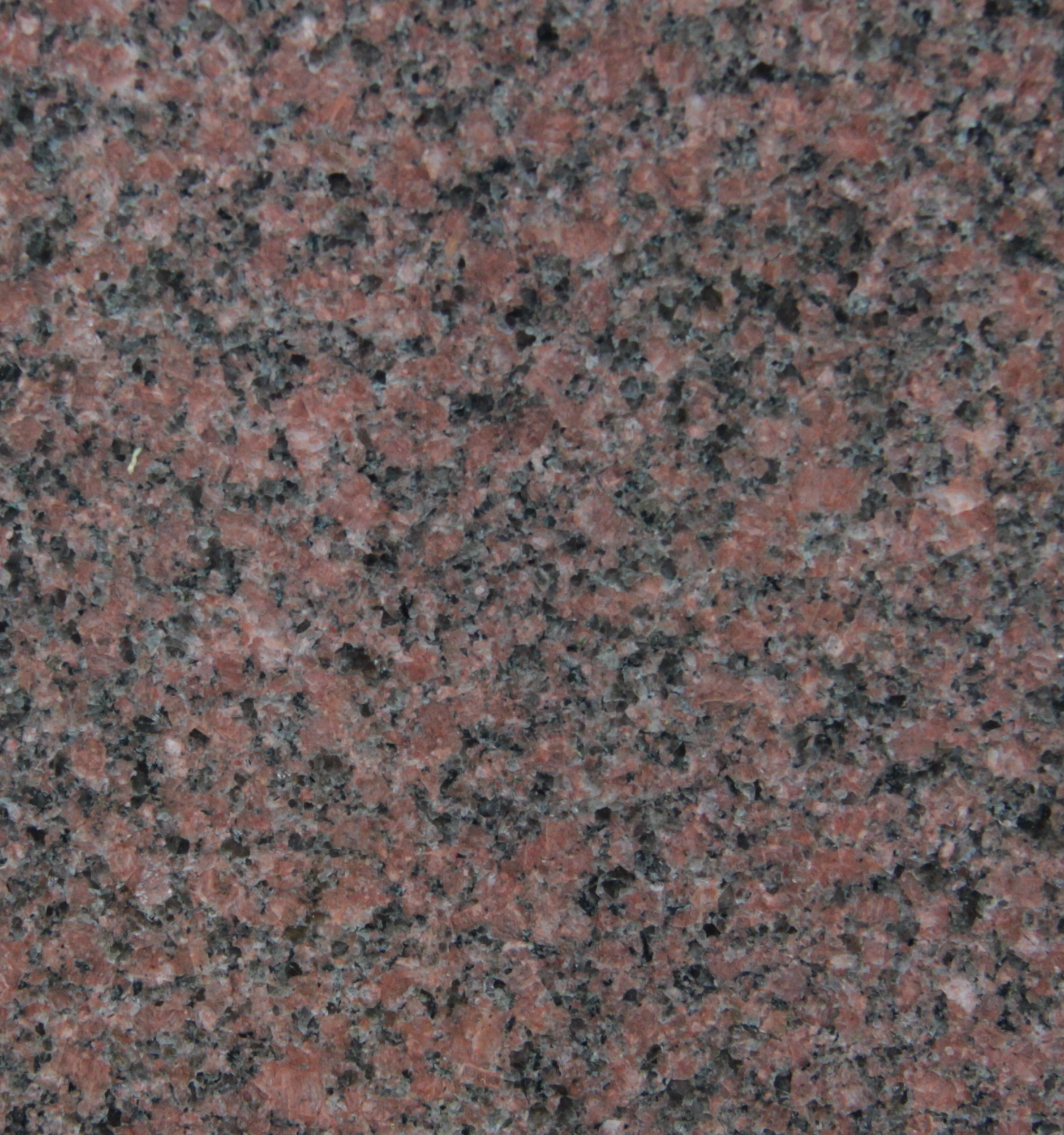
Balmoral-Fein, polierte Oberfläche (Muster ca. 10 × 10 cm)

Balmoral, oder heute auch Rosso Balmoral genannt, ist ein roter Granit aus Finnland, der sowohl bei Taivassalo (Balmoral Grob) und Vehmaa (Balmoral Fein) abgebaut wird. Das Vorkommen liegt zwischen Turku und Rauma an der Südwestküste Finnlands in der Landschaft (Maakunta) Varsinais-Suomi. Dieser Granit entstand vor 900 Millionen Jahren im Präkambrium.

## Name
Der heutige Name Balmoral oder Rosso Balmoral ist Balmoral Castle in Schottland entlehnt, der Sommerresidenz der britischen Königin. Früher hatte dieser Naturstein den Namen Rosso Finnlandia oder Finnisch Red, auch der Name Monopol war in Deutschland geläufig. Da diese Bezeichnungen nicht als marktgängig galten, wurde er abgeändert. Die im Gebiet zwischen Turku und Rauma gewonnenen Natursteintypen werden in den grobkörnigen Typ Balmoral Grob (englisch: Course Grained) und in den feinkörnigen Typ Balmoral Fein (englisch: Fine Grained) unterschieden, wobei Balmoral Fein im Gebiet von Vehmaa und Balmoral Grob bei Taivassalo gewonnen wird. Meistens wird allerdings der grobe Balmoral-Typ gehandelt. Da dieser Name variiert wird, tauchen durchaus neue Bezeichnungen auf, so wird ein New Balmoral Red angeboten, bei dem es sich um den Typ Balmoral Fein handelt.

## Geologie
Vor etwa 900 Millionen Jahren drang glühendflüssiges Magma in die untere Erdkruste unter Skandinavien wie auch unter der Südwestküste Finnlands ein und das eingedrungene Magma kristallisierte über Millionen Jahre aus. Je nach chemischer Zusammensetzung und Größe der Schmelzen sowie der Dauer der Abkühlung bilden sich dabei innerhalb des Plutons unterschiedlichen Gesteine aus. Im Vehmaa Massiv im Südwesten Finnlands bildeten sich je ein grob- und ein feinkörnige Granittyp, die abgebaut werden.

## Mineralbestand und Gesteinsbeschreibung
Balmoral ist intensiv rot durch feinstverteiltes Hämatit in den Kalifeldspäten gefärbt. Bei Balmoral Grob sind die Mineralkörner des Kalifeldspats bis zu 2 cm groß. Der Anteil an rauchglasig gefärbten Quarz beträgt 15 % und der dunkle Biotitanteil von 15 % verleiht diesem Gestein ein deutlich erkennbares gekörntes Gefüge.
Balmoral Fein hat die gleiche chemische Zusammensetzung, allerdings sind die Mineralkörner mit 3 bis 5 mm kleiner.

## Verwendung

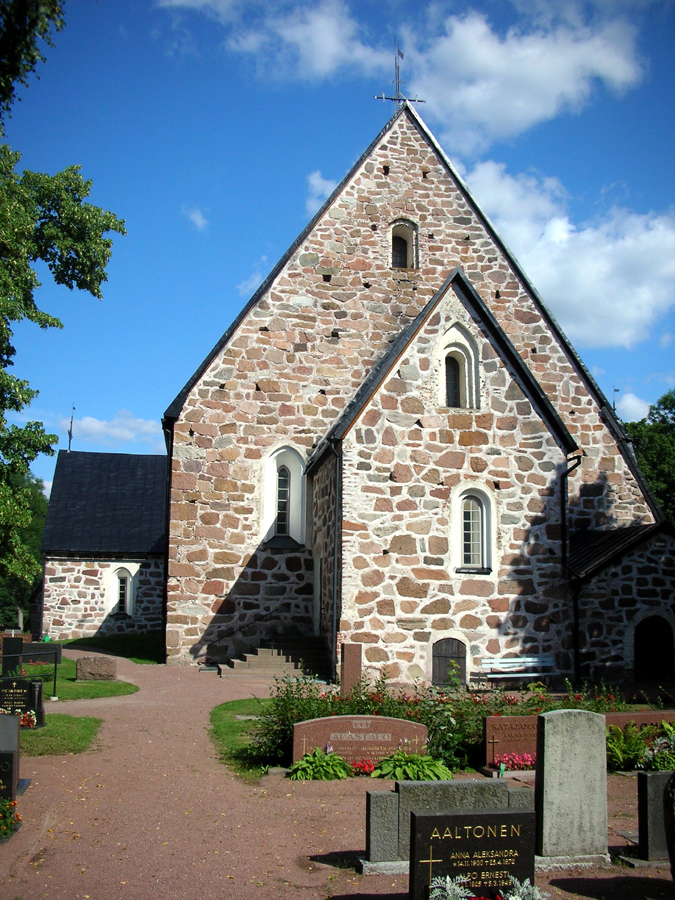
Die Kirche von Vehmaa ist mit Steinen aus Balmoral aufgebaut

Balmoral wird seit dem 18. Jahrhundert abgebaut und wird im Bauwesen sowohl innen als auch außen verwendet. Es werden Boden- und Treppenbeläge, Fassadenplatten und Küchenarbeitsplatten und Waschtische daraus angefertigt. Ferner findet man Balmoral als Grabmale auf Friedhöfen und in Finnland regional als Mauerstein.
Balmoral wird in großem Umfang exportiert, wobei der größere Anteil nach Übersee, vor allem in die USA und nach Australien geliefert wird.